# العلاقات الأوكرانية السنغافورية
العلاقات الأوكرانية السنغافورية هي العلاقات الثنائية التي تجمع بين أوكرانيا وسنغافورة.

## مقارنة بين البلدين
هذه مقارنة عامة ومرجعية للدولتين:
| وجه المقارنة                                              | أوكرانيا                                   | سنغافورة                                                             |
| --------------------------------------------------------- | ------------------------------------------ | -------------------------------------------------------------------- |
| المساحة (كم2)                                             | 603.63 ألف                                 | 719                                                                  |
| عدد السكان (نسمة)                                         | 45.55 مليون                                | 5.89 مليون                                                           |
| الكثافة السكانية (ن./كم²)                                 | 75.46                                      | 819.19 ألف                                                           |
| العاصمة                                                   | كييف                                       | سنغافورة                                                             |
| اللغة الرسمية                                             | اللغة الأوكرانية                           | لغة إنجليزية، اللغة الملايو، اللغة الصينية القياسية، اللغة التاميلية |
| العملة                                                    | هريفنا أوكرانية، كاربوفانيتس، روبل سوفييتي | دولار سنغافوري                                                       |
| الناتج المحلي الإجمالي (بليون دولار)                      | 112.15 مليار                               | 323.91 مليار                                                         |
| الناتج المحلي الإجمالي (تعادل القوة الشرائية) بليون دولار | 352.98 مليار                               | 472.59 مليار                                                         |
| الناتج المحلي الإجمالي الاسمي للفرد دولار أمريكي          | 2.11 ألف                                   | 52.89 ألف                                                            |
| الناتج المحلي الإجمالي للفرد دولار أمريكي                 | 8.66 ألف                                   | 82.76 ألف                                                            |
| مؤشر التنمية البشرية                                      | 0.747                                      | 0.925                                                                |
| رمز المكالمات الدولي                                      | +380                                       | +65                                                                  |
| رمز الإنترنت                                              | .ua، .укр ‏                                 | .sg                                                                  |
| المنطقة الزمنية                                           | ت ع م+02:00، ت ع م+03:00، توقيت شرق أوروبا | ت ع م+08:00، توقيت سنغافورة المنسق ‏                                  |

## منظمات دولية مشتركة
يشترك البلدان في عضوية مجموعة من المنظمات الدولية، منها:
| علم المنظمة | اسم المنظمة                               | تاريخ انضمام أوكرانيا | تاريخ انضمام سنغافورة |
| ----------- | ----------------------------------------- | --------------------- | --------------------- |
|             | مؤسسة التنمية الدولية                     | 27 مايو 2004          | 27 سبتمبر 2002        |
|             | يونسكو                                    | 12 مايو 1954          | 8 أكتوبر 2007         |
|             | وكالة ضمان الاستثمار متعدد الأطراف        | 19 يوليو 1994         | 24 فبراير 1998        |
|             | الأمم المتحدة                             | 24 أكتوبر 1945        | 21 سبتمبر 1965        |
|             | الاتحاد البريدي العالمي                   | ?                     | ?                     |
|             | البنك الدولي للإنشاء والتعمير             | 3 سبتمبر 1992         | 3 أغسطس 1966          |
|             | المنظمة الهيدروغرافية الدولية             | ?                     | ?                     |
|             | الاتحاد الدولي للاتصالات                  | 7 مايو 1947           | 22 أكتوبر 1965        |
|             | منظمة حظر الأسلحة الكيميائية              | ?                     | ?                     |
|             | مؤسسة التمويل الدولية                     | 18 أكتوبر 1993        | 4 سبتمبر 1968         |
|             | المركز الدولي لتسوية المنازعات الاستشارية | 7 يوليو 2000          | 13 نوفمبر 1968        |
|             | منظمة التجارة العالمية                    | 16 مايو 2008          | ?                     |
|             | منظمة الشرطة الجنائية الدولية             | ?                     | ?                     |

## وصلات خارجية
- موقع وزارة الخارجية الأوكرانية
- موقع وزارة الخارجية السنغافورية